# Anthurium imperiale
Anthurium imperiale là một loài thực vật có hoa trong họ Ráy (Araceae). Loài này được Miq. ex Schott miêu tả khoa học đầu tiên năm 1860.